# 신칸센 E1계 전동차
신칸센 E1계 전동차(일본어: 新幹線E1系電車)는 동일본 여객철도(JR 동일본)의 신칸센 차량이다. 1994년 7월 15일에 영업운전을 개시했다.
멀티 어메니티 익스프레스(영어: Multi Amenity Express)의 약칭으로 Max라는 애칭이 있다. 시운전시에는 이 애칭이 정해지지 않았었기 때문에, 잠정적으로 더블 데커 신칸센(영어: Double Decker Shinkansen)의 약칭인 DDS와 형식 명칭인 E1의 스티커가 붙어 있었다.
당초는 600계로 명명할 예정이었지만, 동일본 여객철도가 신칸센 차량의 차번부여방법을 변경했기 때문에, 동일본 여객철도의 동(East)의 앞 글자를 따 E1계라고 자칭하게 되었다. 때문에, 600계는 존재하지 않는 형식이 되었다. 전차량 2층인 마일드스틸제 차체의 E1계는, 동일본 여객철도의 신칸센 차량 중에서 1량당의 중량, 편성 중량이 가장 무거운 차량이기도 하다.

## 개요

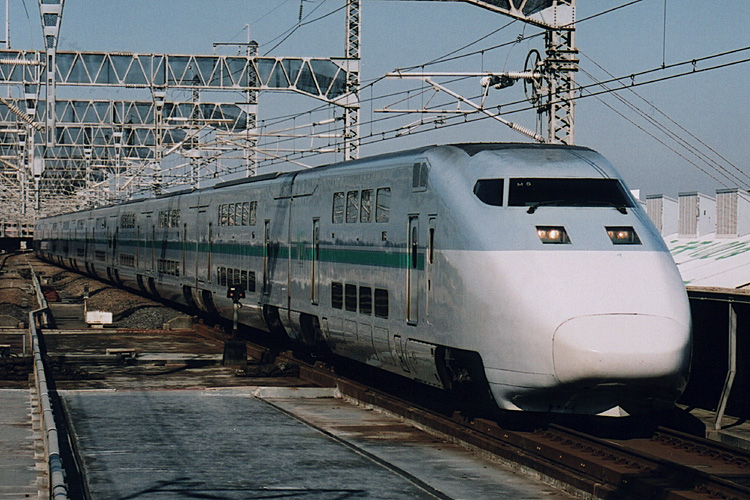
등장시의 도색의 E1계

통근, 통학 수송을 시작하는 신칸센의 수요 증가에 대응할 수 있도록, 속도보다 대량 수송(1편성당 1,235명)에 중점을 둔 설계가 이루어졌다. 때문에, 모든 차량이 2층 차량이며, 자유석으로서 사용되는 차량인 도쿄역 방향 14호차 2층의 시트 배열은 3+3 형식이 되었으며, 리클라이닝 기능과 팔걸이가 제거되었다. 이 형식에서는 통상 차량의 바닥 밑에 탑재하는 주행기기를 바닥 위에 탑재한다. 차체는 마일드스틸제이다. 편성은 6M6T로 통상의 신칸센 차량과 비교하면 동력차의 비율이 낮기 때문에, 모터는 410kW의 3상 유도전동기를 탑재했다. 이 모터를 제어하는 방식은 동일본 여객철도의 신칸센 전동차 중에서는 첫 번째가 된 가변전압 가변주파수 제어(VVVF)이다. 제어장치의 반도체 소자로는 GTO(게이트 턴 오프 사이리스터)가 채용되어 있다. 스위칭 주파수가 낮아서 소음이 눈에 뚼다.

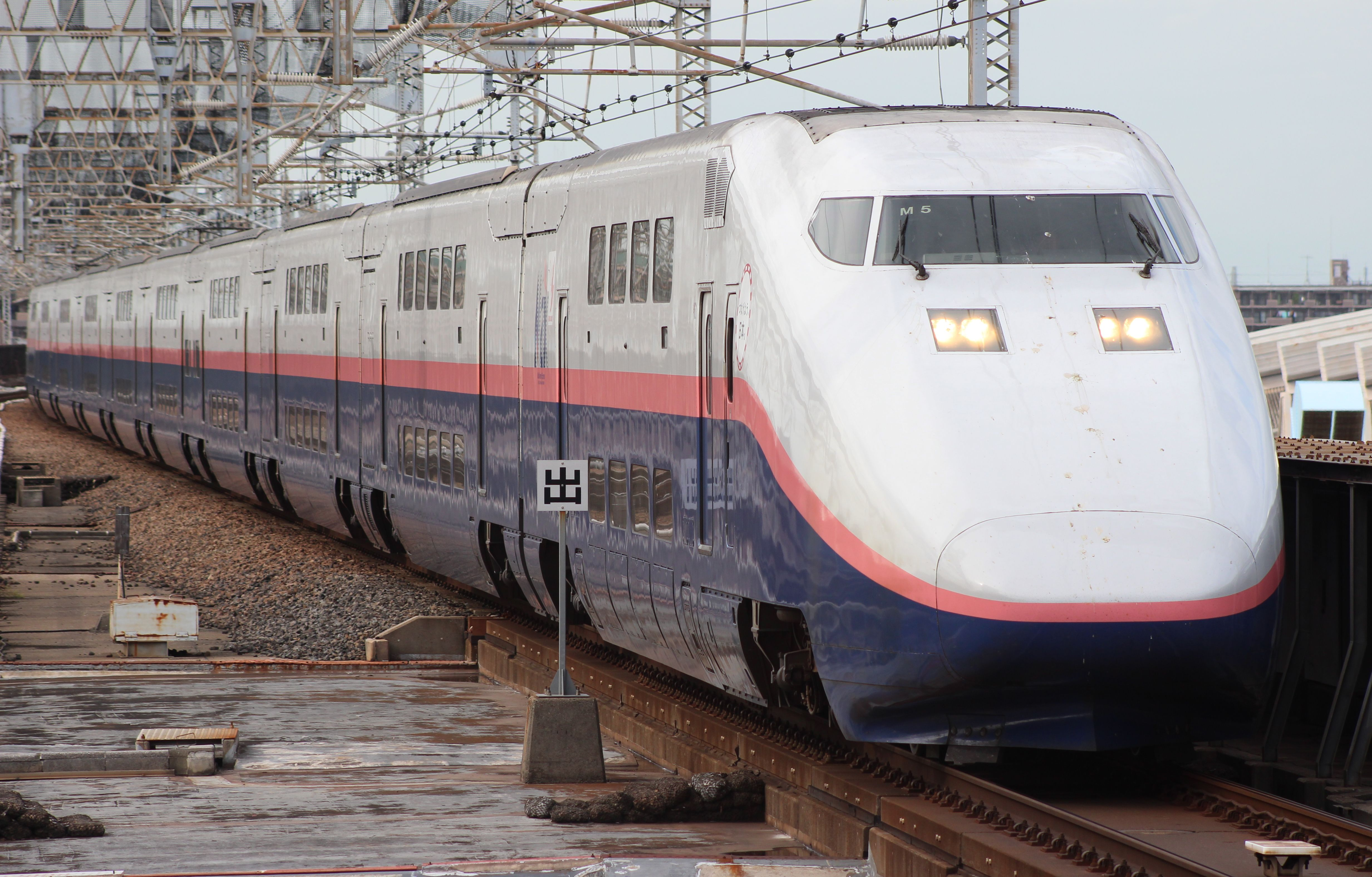
2003년부터 적용된 신도색의 E1계

그러나, 도호쿠 신칸센에서는 중간 정차역에서 미니 신칸센 열차 등을 분리, 병합하는 경우가 많아 12량 고정편성인 E1계는 점차 차량의 운용상에 있어서 문제점이 드러났다. 때문에, E1계는 12량의 M편성 6편성(72량)을 끝으로 제조가 중지되어 발전형인 E4계가 등장한 후, 도호쿠 신칸센에서는 Max가 E1계로부터 8량 편성인 E4계로 전환되었다. 때문에 E1계는 1999년부터 조에쓰 신칸센에서만 운용되었다. 이로서 조에쓰 신칸센에서 노인정이라 불러도 좋을 만큼 노후 차량이 많아지게 되었다. 이것은 E1계의 주행시의 소음이 크고 보다 연선(沿線)에 영향이 적은(터널 구간이 많은)노선에서 운용을 실시하고 있기 때문이기도 하다.
2003년 11월 28일에 내외장을 리뉴얼한 차량이 등장했다. 도장은 E2계, E4계와 같이 흰색과 파란색의 두 색을 중심으로 경계선에 분홍색의 띠가 있는 형태로 변경되었다. 아울러 로고에도 따오기의 일러스트가 추가되었다. 또, 리뉴얼 전에는 붙여져 있던, 자유석 차량 2층 부분의 3인 좌석 중 한가운데의 좌석이 E4계와 같은 좌석으로 교환되었다. 2004년 모든 편성의 리뉴얼 공사가 완료되었다. 2007년에 전 좌석에 금연을 시행하기 시작했다.
2011년 동일본여객철도 발표에 따르면 향후 5년간 전량 퇴역을 검토했으며, 같은 해 12월에 도호쿠 신칸센 노선에 E5계 차량 도입을 순차별로 시작하면서 조에쓰 신칸센 노선에 E4계 차량을 이적과 동시에 E1계 차량 퇴역을 발표했다. 한편 E4계 16량 편성을 운행하기 위해 에치고유자와 이북 구간에 승강장 개량 공사가 실시되었고 이후 조에쓰 신칸센 전 구간에 E4계 16량 편성이 운행하기 시작했다. 2012년 4월에 2편성이 퇴역하기 시작했고, 4편성의 경우 Max 다니가와 2회 왕복, Max 도키 4회 왕복 운행했다. 같은 해 3월 다이야 개정으로 E4계 16량 편성으로 변경과 동시에 E1계의 운행 종료를 발표했다. 같은 해 9월 29일에 다이야 개정으로 운행이 중단되었고 10월 27일에 고마워요 Max 아사히호(일본어: ありがとうＭａｘあさひ号)와 10월 28일에 안녕 Max E1 도키호(일본어: さよなら E1 Maxとき号)를 끝으로 운행을 종료했다. 이로서 E1계가 도입한지 19년 만에 전량 퇴역되었다.

## 운행 노선
- 1994년부터 2012년까지 운행했던 노선은 다음과 같다.[15]

### 과거 운행 노선
- 도호쿠 신칸센
  - Max 아오바
  - Max 나스노
  - Max 야마비코
- 조에쓰 신칸센
  - Max 아사히
  - Max 다니가와
  - Max 도키

## 객차 구성[7]
- 전 차량 9호차에서 11호차까지 2층 객실에 그린차로 구성되었다. 또한 6호차와 10호차의 경우 팬터그래프가 존재한다.[7]

| 호차      | 1        | 2        | 3        | 4        | 5    | 6    | 7    | 8        | 9    | 10   | 11   | 12   |
| --------- | -------- | -------- | -------- | -------- | ---- | ---- | ---- | -------- | ---- | ---- | ---- | ---- |
| 명칭      | T1c      | M1       | M2       | T1       | T2   | M1   | M2   | Tpk      | Tps  | M1s  | M2s  | T2c  |
| 번호      | E153-100 | E155-100 | E156-100 | E158-100 | E159 | E155 | E156 | E158-200 | E148 | E145 | E146 | E154 |
| 좌석      | 46       | 64       | 64       | 64       | 55   | 55   | 55   | 46       | 30   | 36   | 36   | 40   |
| 좌석      | 40       | 55       | 55       | 69       | 69   | 55   | 55   | 45       | 45   | 55   | 55   | 40   |
| 합계      | 86       | 121      | 121      | 135      | 124  | 110  | 110  | 91       | 75   | 91   | 91   | 80   |
| 무게 (톤) | 56.2     | 59.2     | 61.2     | 53.7     | 53.6 | 59.2 | 61.7 | 55.2     | 54.6 | 59.2 | 62.0 | 56.5 |

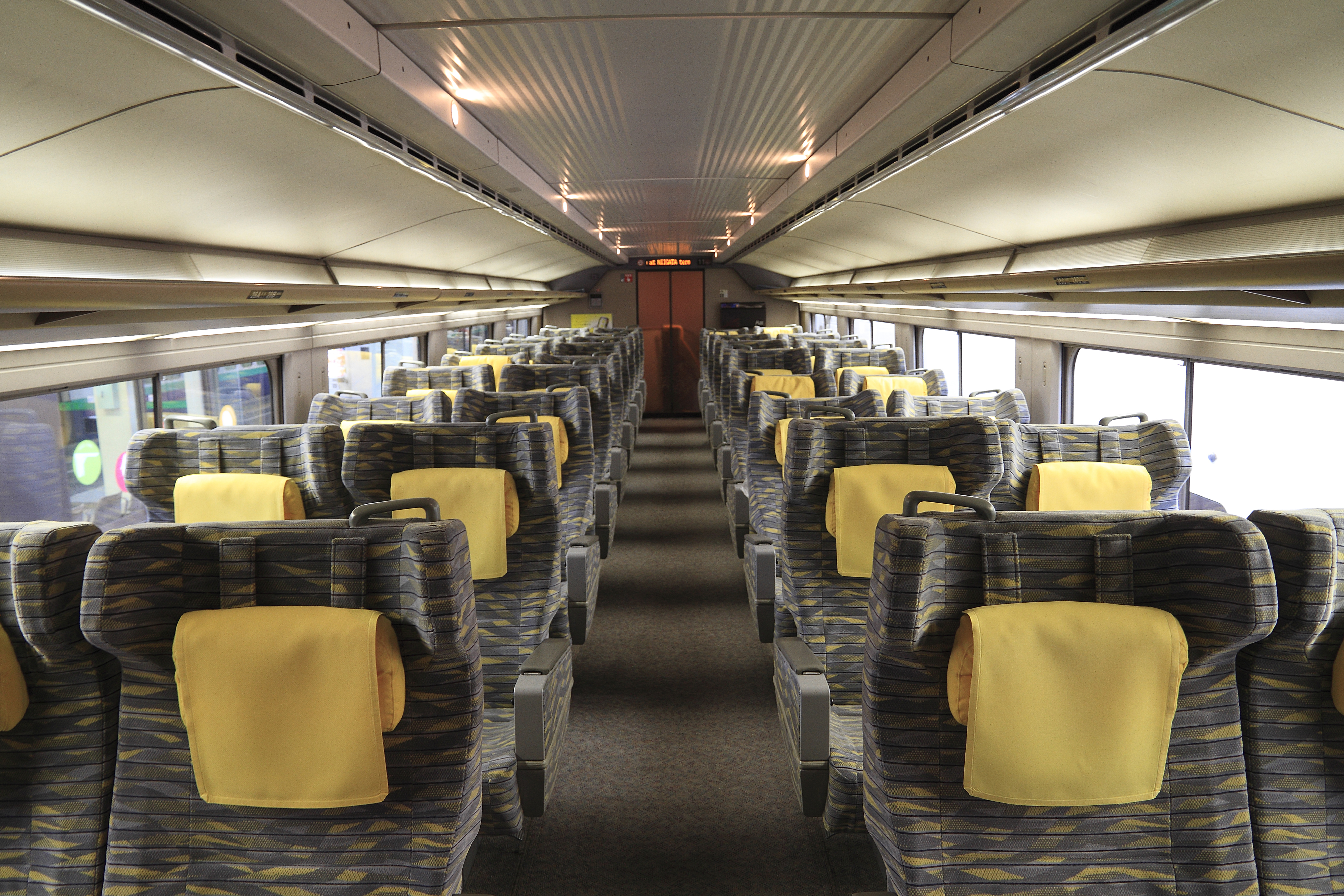
E1계 그린차
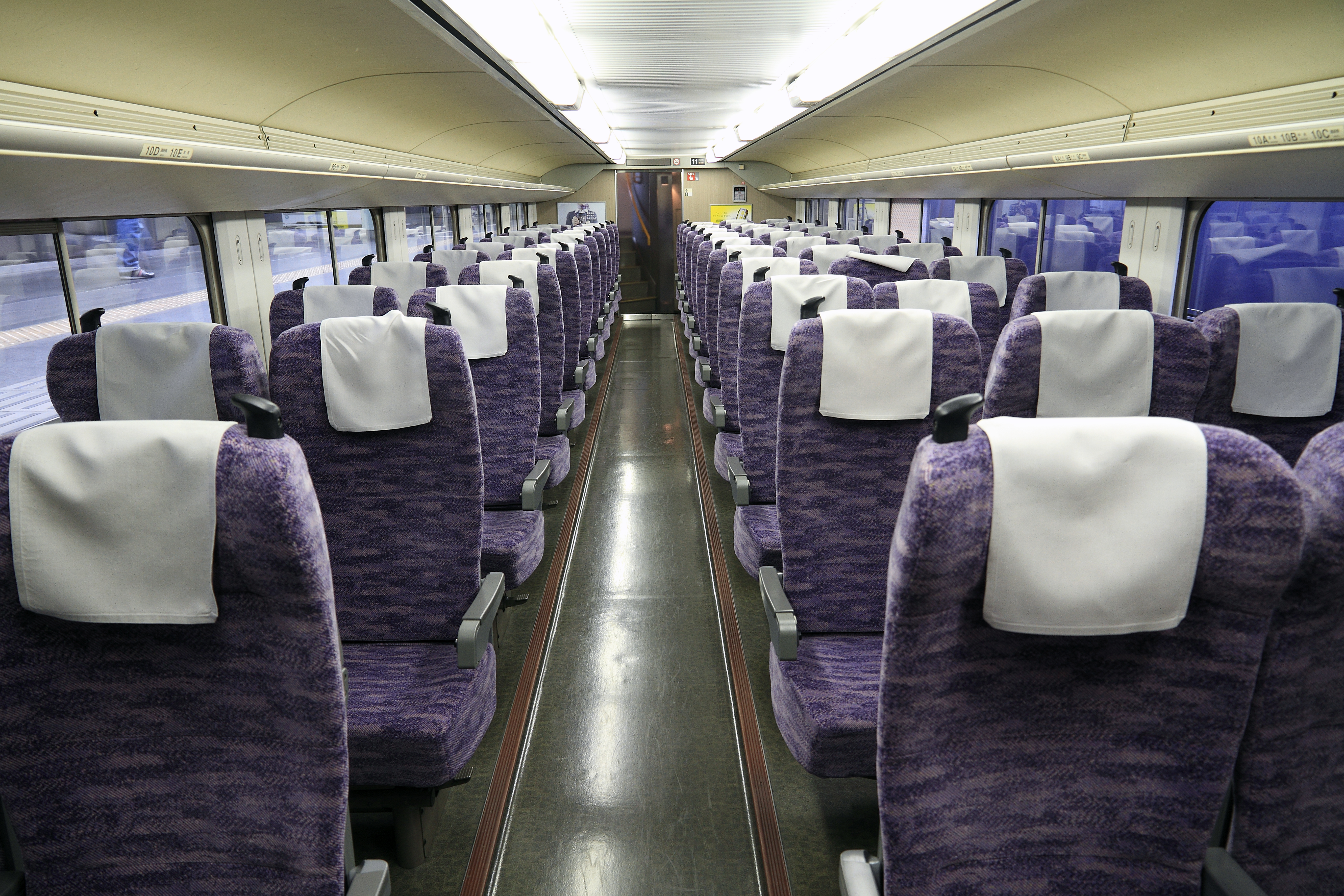
E1계 1층 좌석
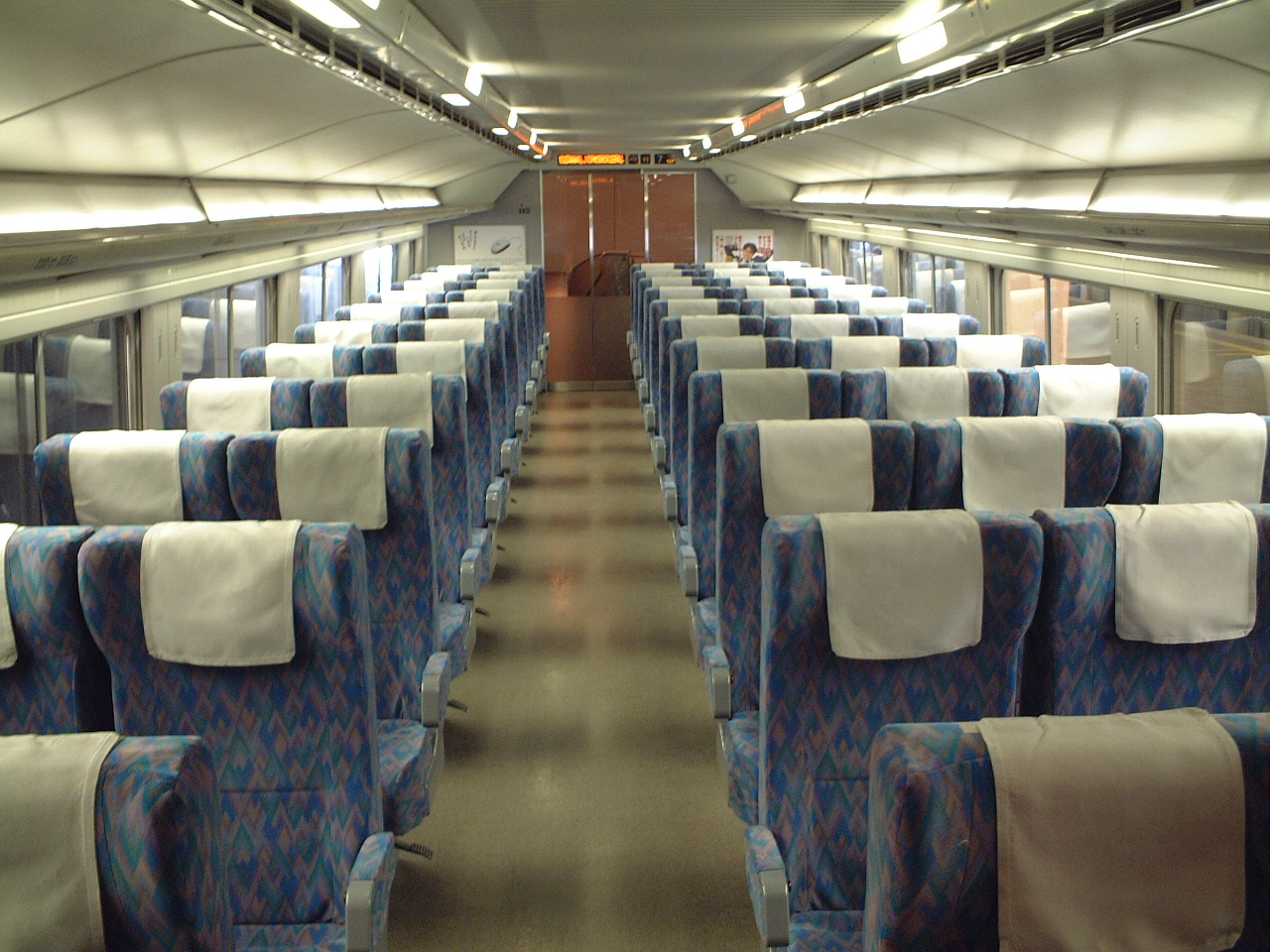
E1계 2층 좌석
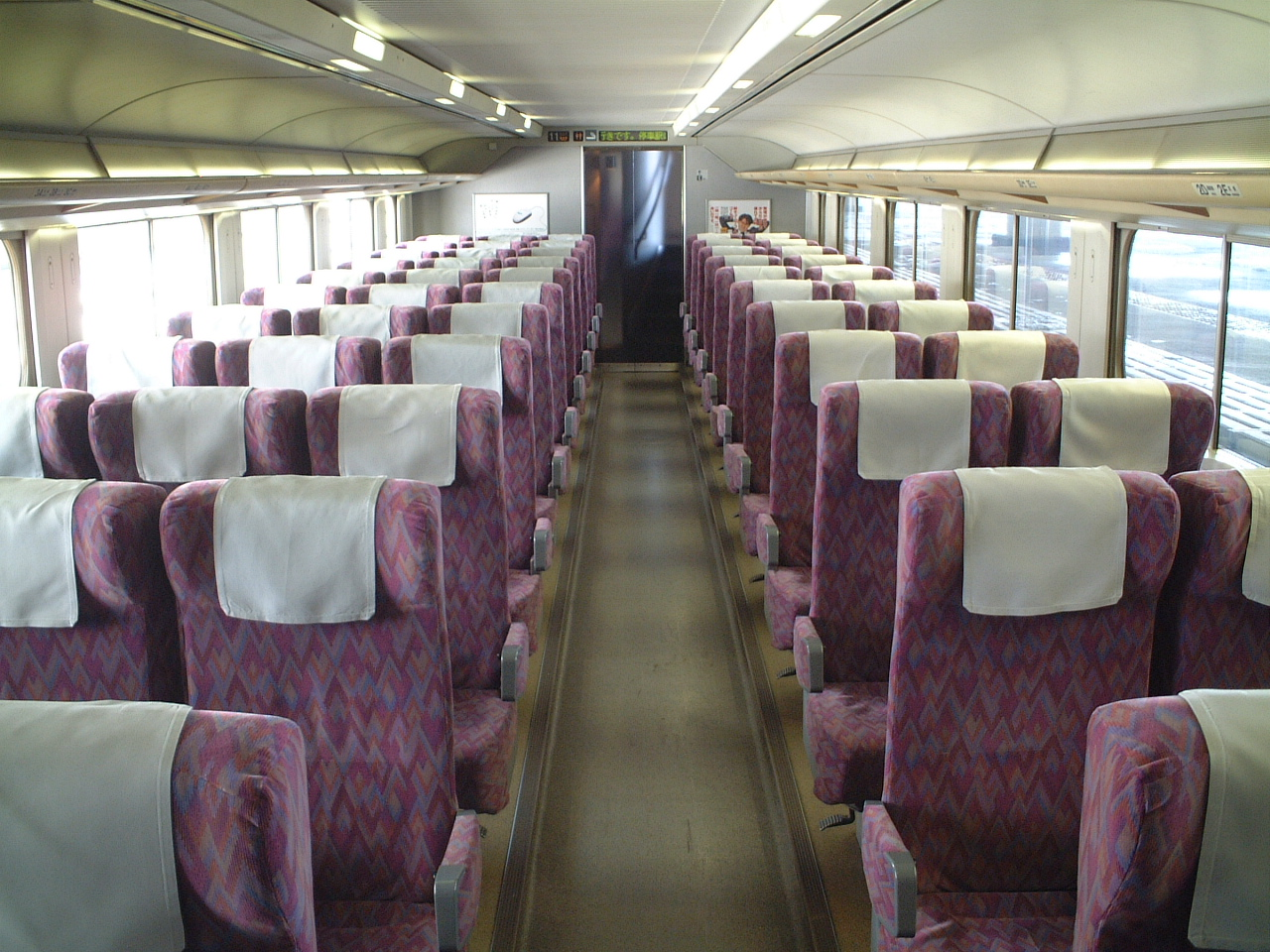
E1계 지정석

## 차체사이드 몰딩 로고
- 2001년 12월 1일부터 2002년 3월 31일까지, 동일본 여객철도의 JR+눈 캠페인을 일환으로 알펜 슈퍼 익스프레스(영어: Alpen Super Express) 로고를 장착했다.[3] 2012년 8월부터 9월에 전 차량이 퇴역될 때까지 3편성의 경우 멸종 위기종인 따오기의 새끼 부하를 기념으로 도키(영어: toki)란 로고가 새겨젔다.[6]

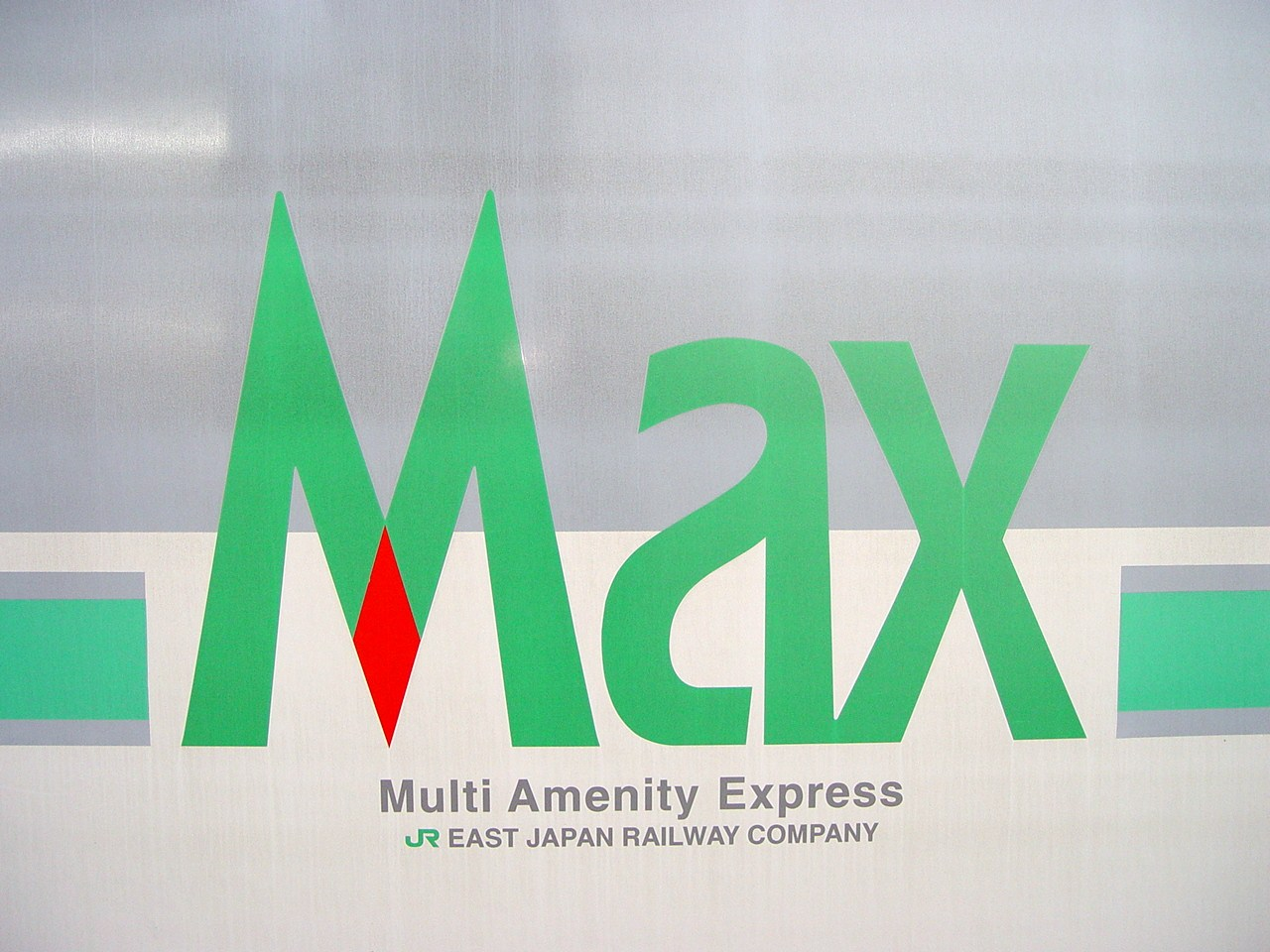
MAX 구로고
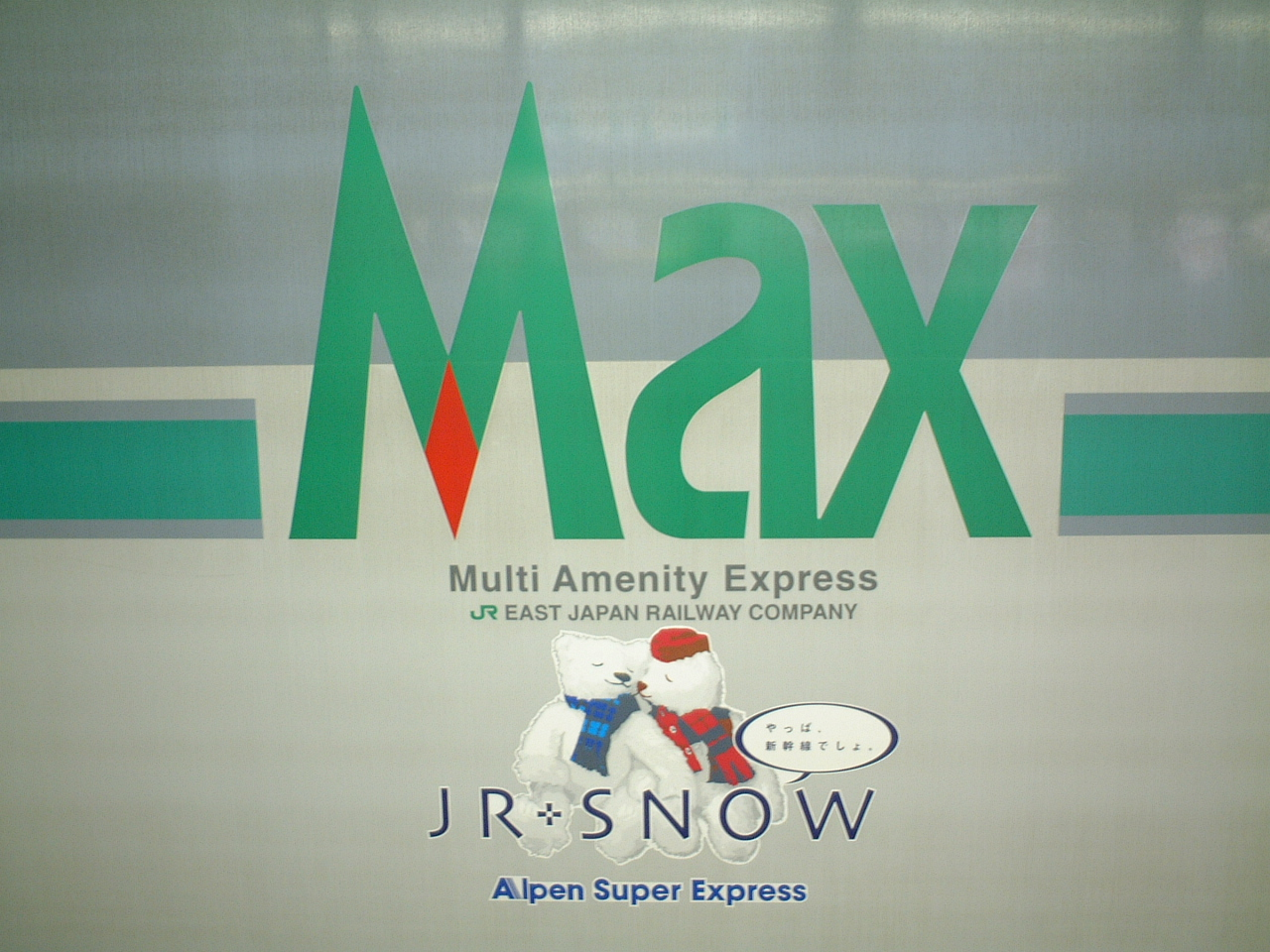
알펜 슈퍼 익스프레스
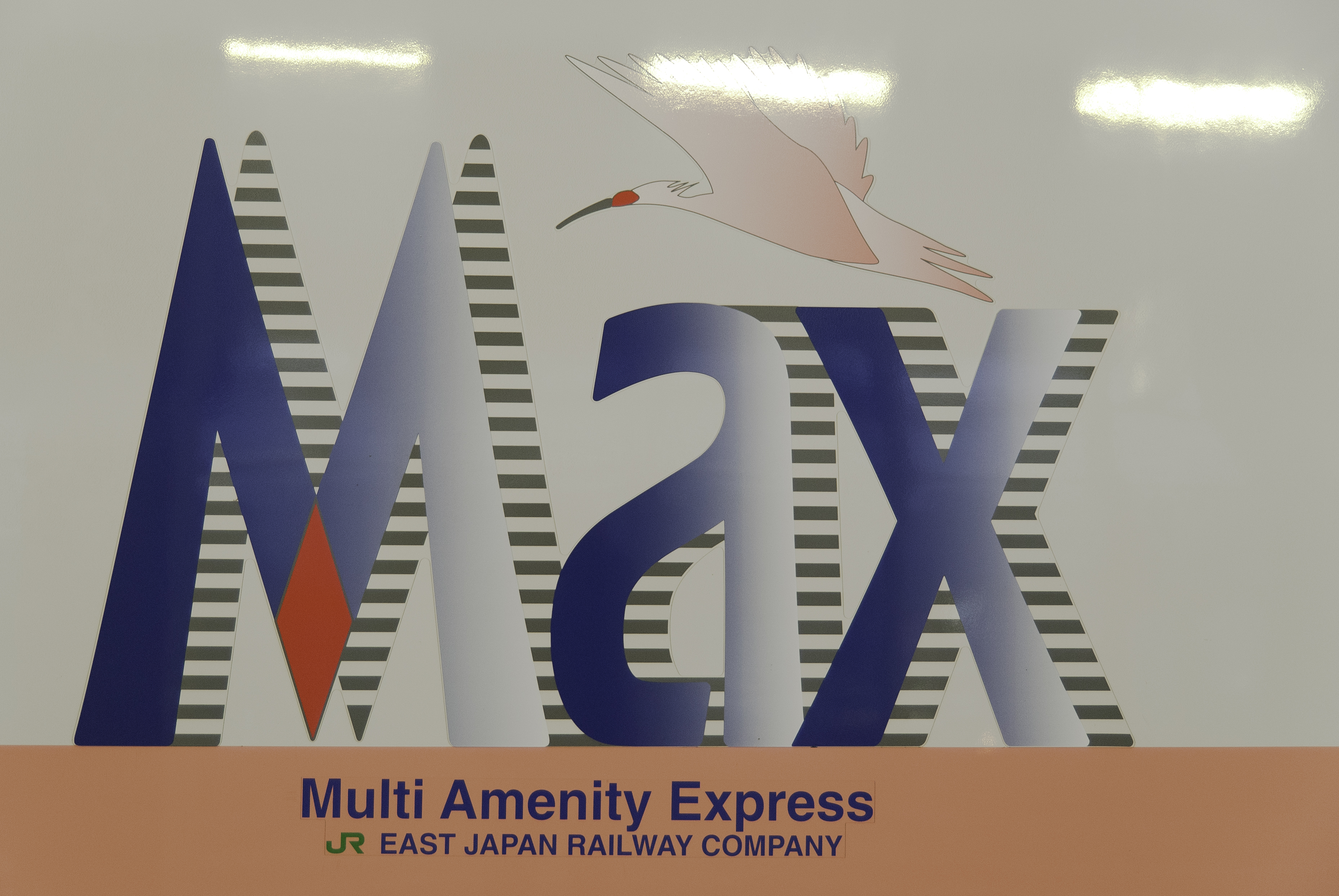
MAX 로고
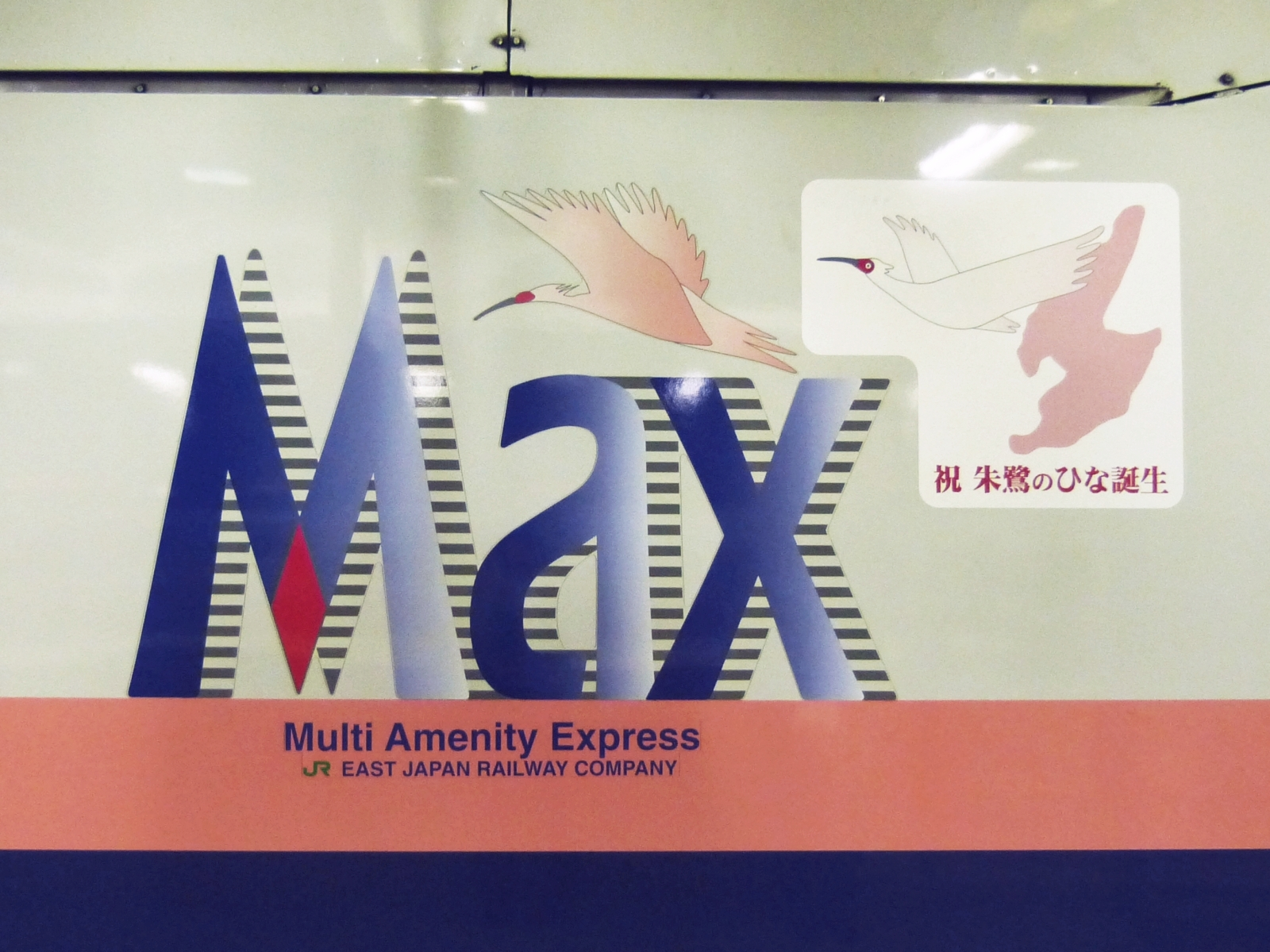
MAX 따오기 부하 로고

## 현황
- 총 6편성이 도입되었다.[16] 현재 전 차량 폐차되었다.

| 차호 | 도입 시기 | 개조 시기 | 도색 변경 시기 | DS-ATC 개조 시기 | 운행 중단 시기 | 비고 |
| ---- | --------- | --------- | -------------- | ---------------- | -------------- | --- |
| M1호 | 1994년    | 2004년    | 2004년         | 2005년           | 2012년         | |
| M2호 | 1994년    | 2005년    | 2004년         | 2005년           | 2012년         | |
| M3호 | 1995년    | 2004년    | 2003년         | 2005년           | 2012년         | 1호차부터 8호차까지 히타치 제작소가 제작했고 9호차부터 12호차까지 가와사키 중공업이 제작했다.                                                                                             |
| M4호 | 1995년    | 2003년    | 2003년         | 2006년           | 2012년         | 2003년에 최초로 내외장을 개조한 차량이다. 2012년 마지막 운행 당시 고마워요 Max 아사히호(일본어: ありがとうＭａｘあさひ号)와 안녕 Max E1 도키호(일본어: さよなら E1 Maxとき号)로 운행했다. |
| M5호 | 1995년    | 2006년    | 2006년         | 2006년           | 2012년         | |
| M6호 | 1995년    | 2005년    | 2005년         | 2005년           | 2012년         | 1호차부터 8호차까지 가와사키 중공업이 제작했고 9호차부터 12호차까지 히타치 제작소가 제작했다.                                                                                             |

## 보존 및 전시 차량
- E153-104(M4편성 1호차)
폐차 후 일단 JR 동일본 니가타 신칸센 차량 센터에 보존 했다가 사이타마현 사이타마시 오미야구에 위치한 철도박물관으로 옮겨져 2018년부터 전시를 시작했다.[18]

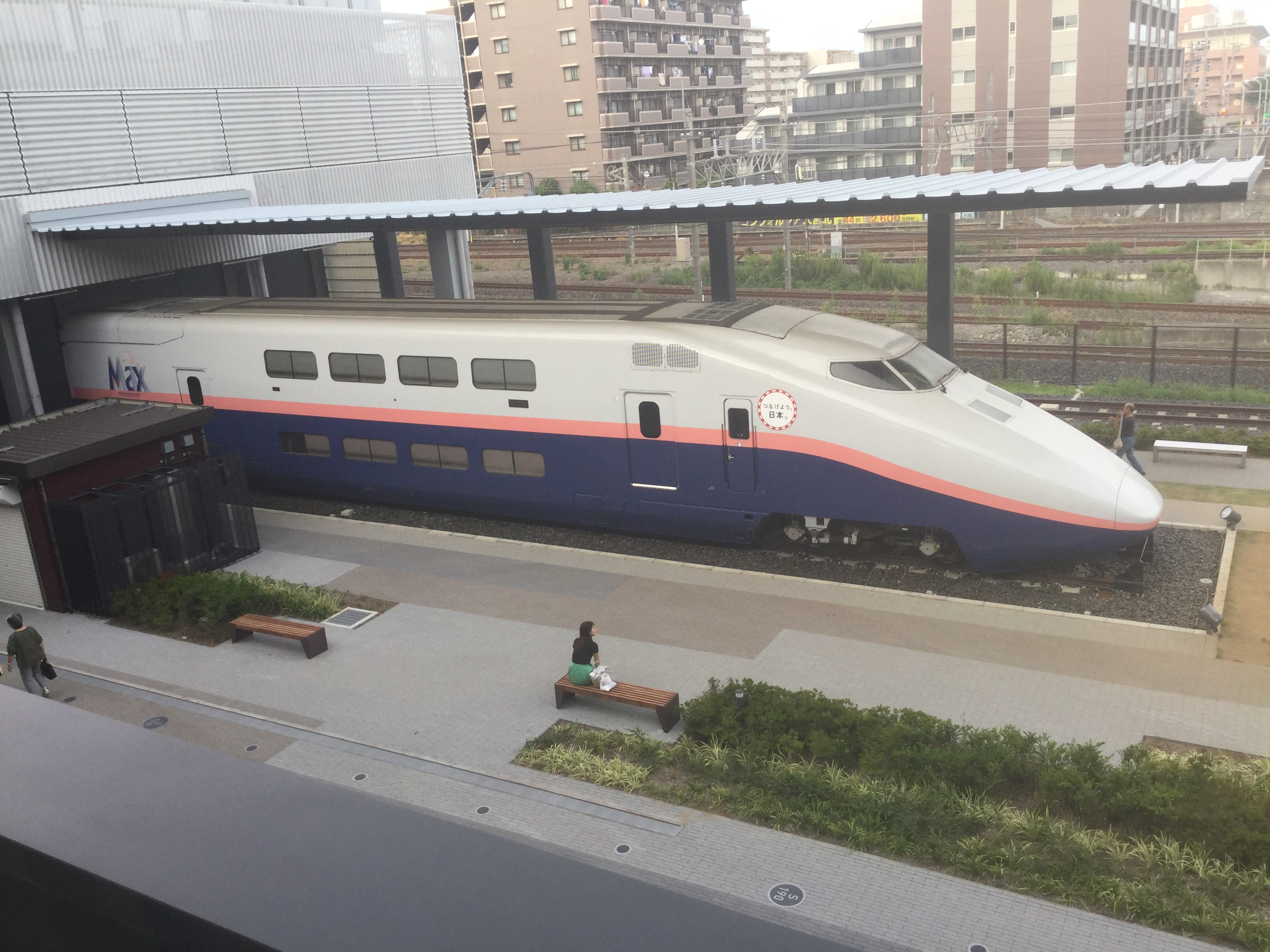
일본 철도박물관에 전시 중인 M4편성

## 같이 보기
- SNCF TGV 듀플렉스

## 사진

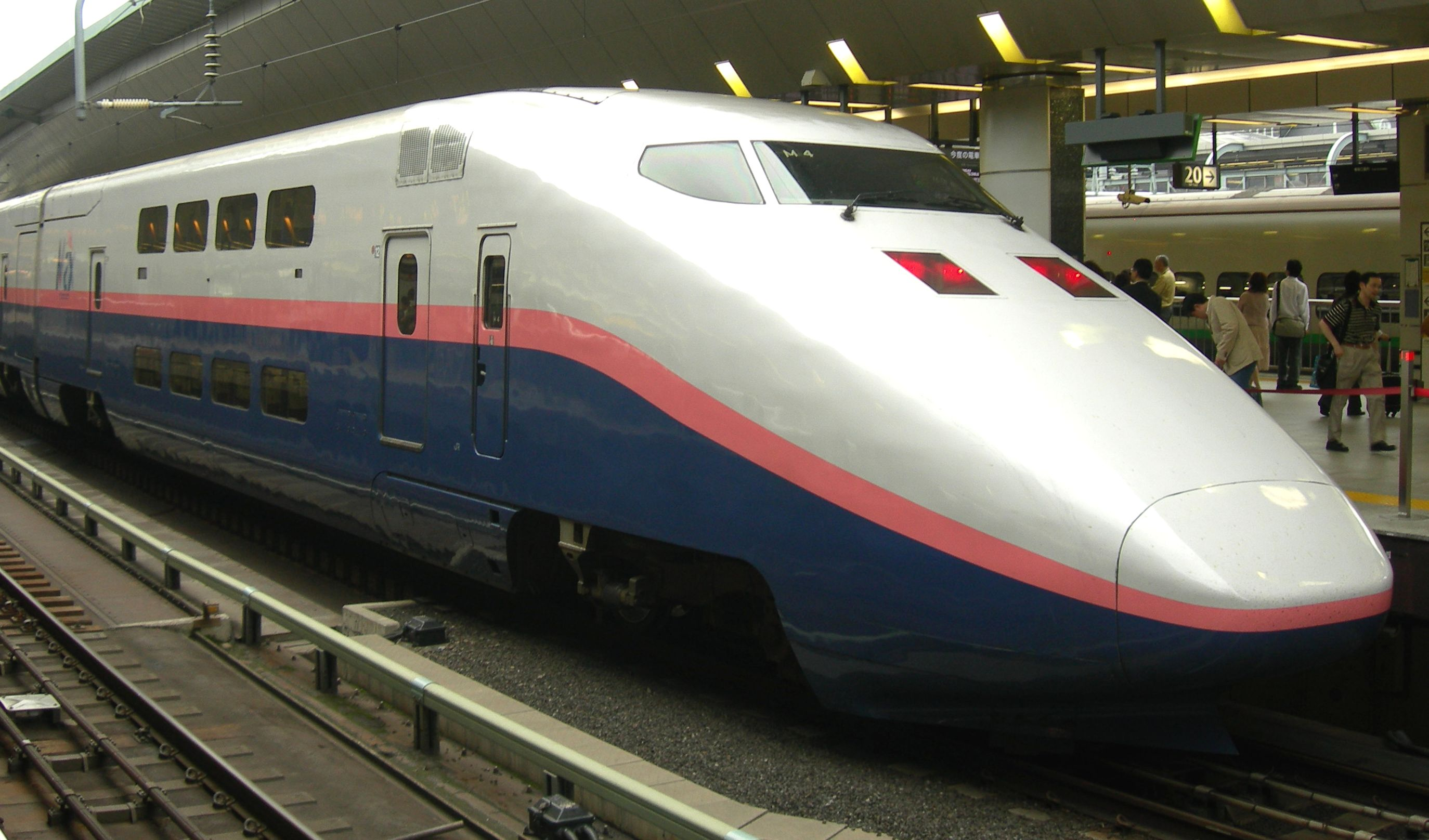
E154-4 (12호차)
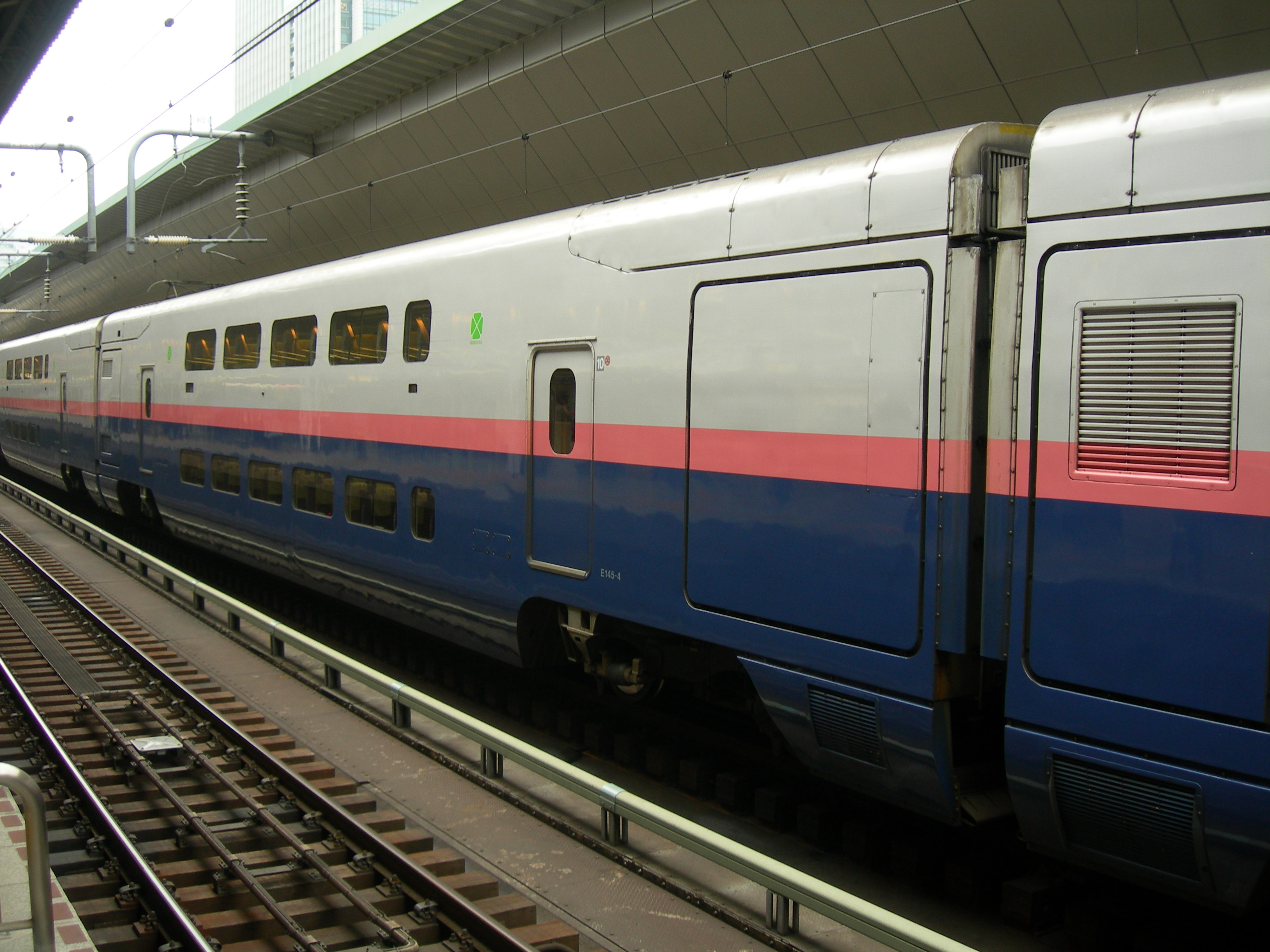
E145-4 (10호차)
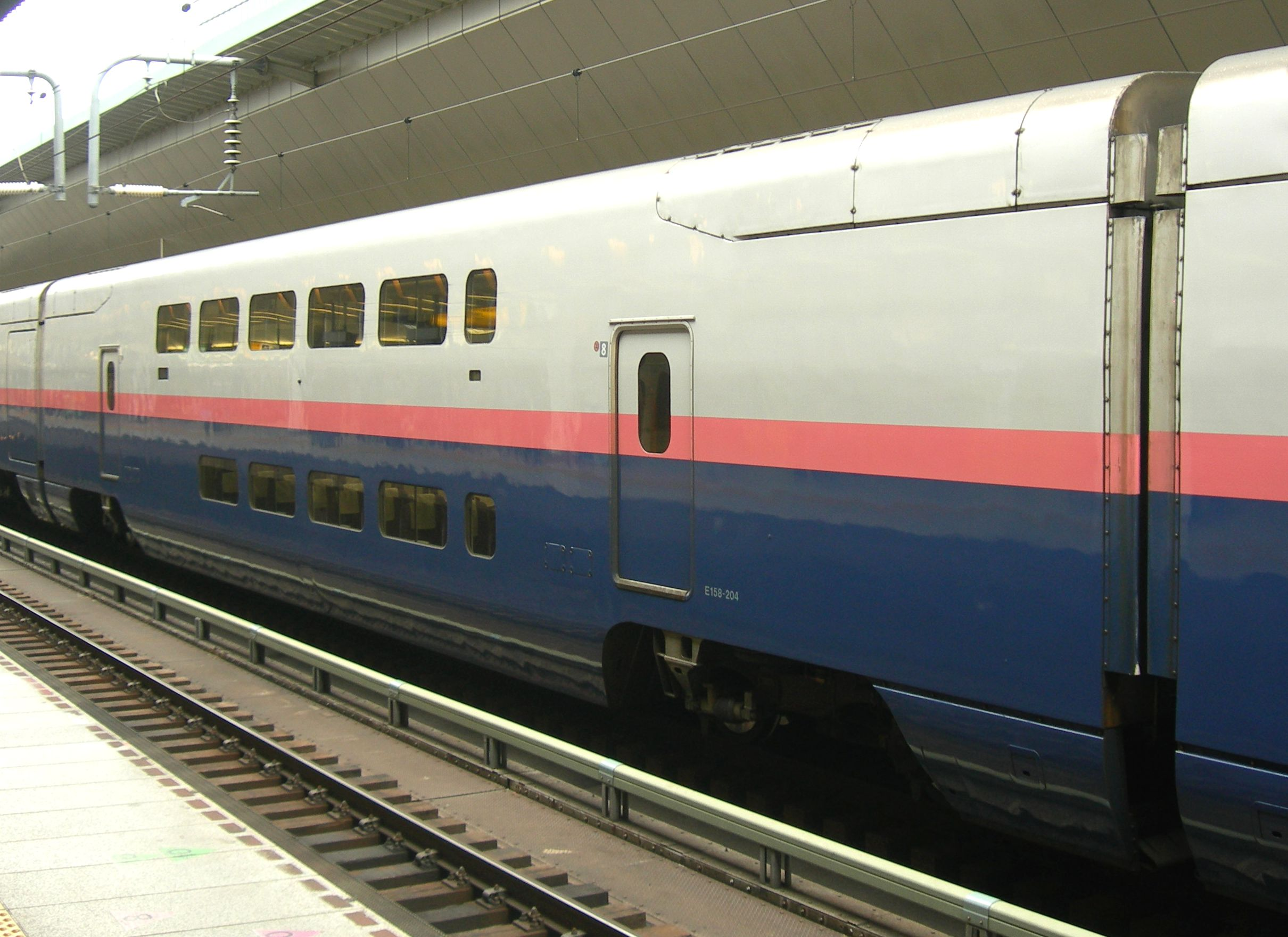
E158-204 (8호차)
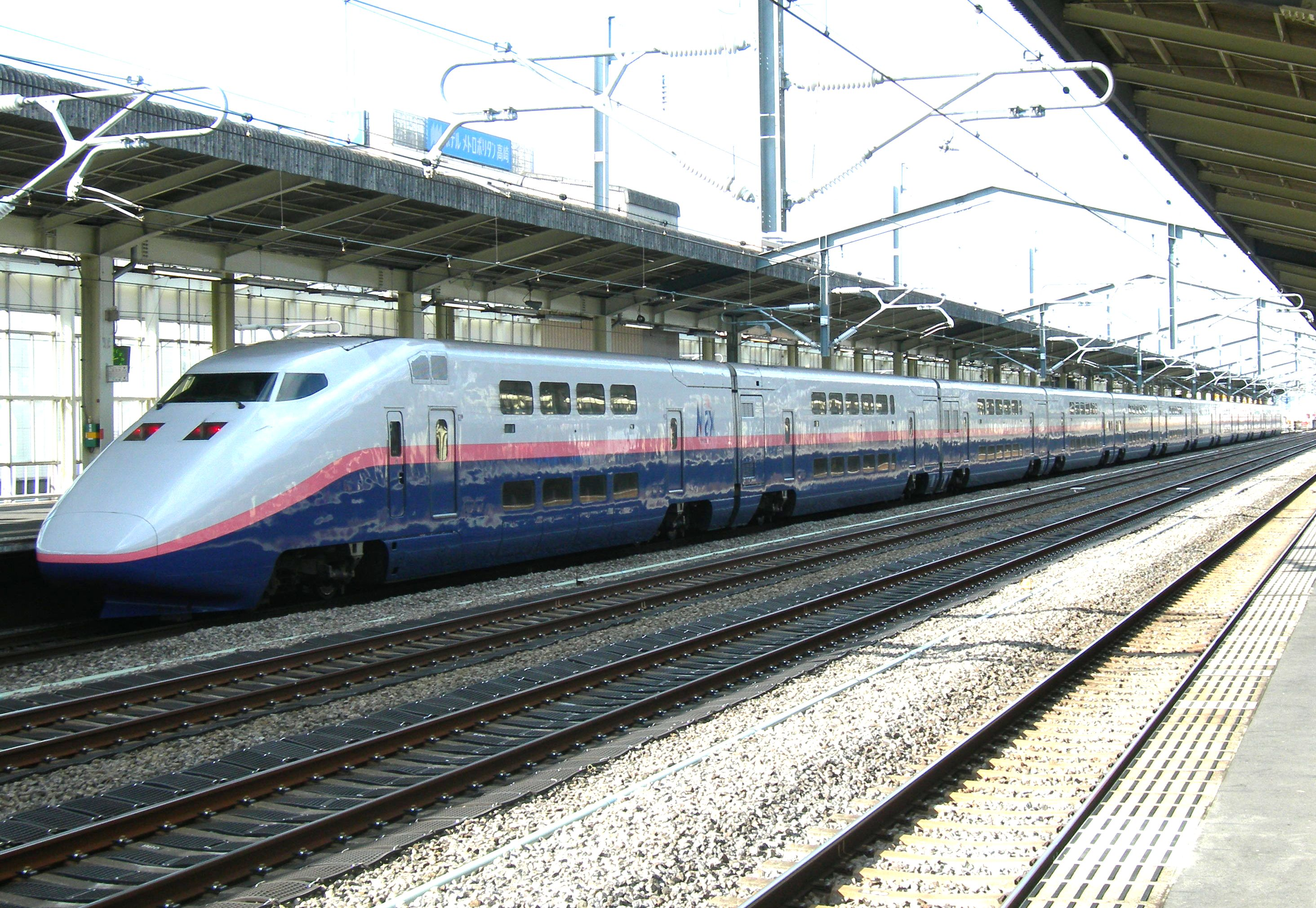
E153-100 (1호차)